# 德州神槍手謬誤
德州神槍手謬誤（英語：Texas sharpshooter fallacy），中文固有的的說法又稱為先射箭再畫靶，但更該說成先看靶再畫準心。是一種因果謬誤，原用以形容流行病學上的集群錯覺，後衍生泛指將統計上隨機產生的群集獨立出來，宣稱有統計顯著性的謬誤。通俗地讲，就是在大量的数据/证据中刻意地挑选出对自己的观点有利的数据/证据，而将其余对自己不利的数据/证据弃之不用。
德州神槍手謬誤詞源自一個典故：有個德州人朝著自己的穀倉射了許多子彈，在彈孔最密集的地方畫一個圈，然後自稱是神槍手。

## 示例
- 1992年瑞典有個研究試圖找出電源線對健康的影響，他們收集了高壓電源線300公尺範圍內所有住戶的樣本長達25年，對超過800種疾病一一檢查發生率的統計差異。他們發現幼年白血病的發病率是一般人的4倍，還推動政府為此採取行動。然而，當比較超過800種疾病時，至少有一種疾病非常可能由於隨機效應而增加發病率。果不其然，後續的研究再也沒有發現電源線和幼年白血病的因果關係。[1]

## 外部連結
- （英文） The Texas Sharpshooter Fallacy （页面存档备份，存于）
- （英文） http://www.qualitydigest.com/inside/twitter-ed/texas-sharpshooter-fallacy.html （页面存档备份，存于）